# Gdańsk Kiełpinek
Gdańsk Kiełpinek – przystanek Pomorskiej Kolei Metropolitalnej, leżący w granicach dzielnicy Jasień (osiedle Kiełpinek) na wysokości ok. 100 m n.p.m.

## Ruch pasażerski
| Rok  | Wymiana pasażerska na dobę |
| ---- | -------------------------- |
| 2017 | 300-499                    |
| 2022 | 700-999                    |

W bezpośrednim sąsiedztwie przystanku jest usytuowany przystanek autobusowy „Kiełpinek PKM”.

## Historia
Na wschodnim skraju przystanku znajduje się nieczynna stacja kolejowa Kiełpinek (obecnie budynek mieszkalny). Dla częściowo zlikwidowanej linii Gdańsk Wrzeszcz – Stara Piła był to ostatni przystanek przed przekroczeniem granicy Wolnego Miasta Gdańska z II Rzecząpospolitą. Przebiegała pomiędzy przystankami Gdańsk Matarnia i Gdańsk Kiełpinek, niecały kilometr na zachód od tego ostatniego.

## Infrastruktura
Przystanek powstawał w latach 2013–2015 razem z linią kolejową nr 248. Na odcinku Gdańsk Wrzeszcz – Gdańsk Kiełpinek przebiega dokładnie po śladzie częściowo zniszczonej linii Gdańsk Wrzeszcz – Stara Piła. Po wybudowaniu PKM, starotorze było wyraźnie widoczne tylko od miejsca, gdzie linia nr 248 przebiega pod nieodległą od Gdańska Kiełpinka Obwodnicą Trójmiasta i skręca w stronę przystanku Gdańsk Matarnia. Starotorze ciągnęło się do ulicy Nowatorów, pod którą przebiega prostopadle w dzielnicy Kokoszki.

## Współczesność
W lipcu 2018 podjęto decyzję o remoncie odcinka Stara Piła–Gdańsk Kokoszki przez PKP PLK oraz odbudowie przez PKM S.A. 1,5 km odcinka Gdańsk Kokoszki–Gdańsk Kiełpinek, dzięki czemu możliwe będzie zachowanie ciągłości połączenia Gdańsk–Kartuzy w czasie remontu linii kolejowej nr 201. W latach 2022–2023 PKM S.A. odbudowała odcinek dawnej linii kolejowej od Kiełpinka w kierunku Kokoszek (tzw. bajpas kartuski).